# Jack Ellis
John Stuart 'Jack' Ellis (Londen, 4 juni 1955) is een Brits acteur.

## Biografie
Ellis werd geboren in Londen als jongste in een gezin van drie kinderen, zijn broers zijn acteur Robin en regisseur Peter. Hij is in 1983 getrouwd met actrice Christine Kavanagh met wie hij twee kinderen heeft, nu is hij gescheiden van zijn vrouw.
Ellis begon in 1985 met acteren in de film Emoh Ruo, waarna hij nog meerdere rollen speelde in films en televisieseries. Hij is bekend van zijn rol als Jim Fenner in de televisieserie Bad Girls, waar hij in 88 afleveringen speelde (1999-2005) en van zijn rol als Harry Mason in de televisieserie Coronation Street, waar hij in 85 afleveringen speelde (2007-2008). Naast het acteren voor televisie is hij ook actief in het landelijke theater.

## Filmografie

### Films
Uitgezonderd korte films.
- 2014 The Crucible - als Danforth
- 2013 Great Expectations - als Jaggers
- 2012 Candle to Water - als Marlow
- 2008 It's Alive - als professor Baldwin
- 2007 Outlaw - als vader van Kelly
- 2000 Distant Shadow - als beveiliger
- 1997 April Fool's Day - als Brian
- 1996 The One That Got Away - als SAS officier
- 1995 Prime Suspect: The Lost Child - als DI Tony Muddyman
- 1994 MacGyver: Trail to Doomsday - als Joseph
- 1993 Anna Lee: Headcase - als ziekenhuisdokter
- 1990 Hollywood Heartbreak - als James
- 1986 Dead Man's Folly - als politieagent bij rivierbank
- 1985 Remember Me - als Michael
- 1985 Unfinished Business - als zoon van Alice
- 1985 Emoh Ruo - als Jack Tunkley

### Televisieseries
Uitgezonderd eenmalige gastrollen.
- 2018 Versailles - als gevangenisdirecteur - 3 afl.
- 2007-2008 Coronation Street - als Harry Mason - 85 afl.
- 2006 Where the Heart Is - als Robert Ashford - 6 afl.
- 1999-2005 Bad Girls - als Jim Fenner - 88 afl.
- 2005 The Fugitives - als Salko - 7 afl.
- 2002 Waking the Dead - als politiecommissaris - 2 afl.
- 1997 Thief Takers - als Laurie Stone - 2 afl.
- 1995 99-1 - als Lewis - 2 afl.
- 1994 The Knock - als Eddie Barton - 7 afl.
- 1992 Prime Suspect 2 - als DI Tony Muddyman - 2 afl.
- 1991 Chancer - als hoofdrechercheur Beck - 2 afl.
- 1991 Prime Suspect - als DI Tony Muddyman - 2 afl.
- 1987 A Perfect Spy - als Perce Loft - 3 afl.
- 1987 Strike It Rich! - als Steven Bentley - 6 afl.

- Library of Congress Control Number: no2013051559
- MusicBrainz: c8bfe381-cc80-4251-a7d6-5f58750ce5e2
- Virtual International Authority File: 300972717
- WorldCat: E39PBJhhkKyMwbmBmfY3C8tVG3